# Du sollst mein Glücksstern sein
Du sollst mein Glücksstern sein (Originaltitel Singin’ in the Rain) ist ein US-amerikanisches, in Technicolor gedrehtes Filmmusical aus dem Jahr 1952 unter der Regie von Stanley Donen und Gene Kelly. Kelly spielt neben Donald O’Connor und Debbie Reynolds auch die Hauptrolle. Singin’ in the Rain wurde vom American Film Institute zum „bedeutendsten amerikanischen Musicalfilm aller Zeiten“ gewählt, auch viele Filmkritiker schlossen sich dieser Meinung an.

## Handlung

Japanisches Filmplakat zeigt Debbie Reynolds mit Gene Kelly

Hollywood 1927: Don Lockwood ist ein beliebter Stummfilmstar. Er besucht die umjubelte Premiere seines neuen Films und erzählt einer Reporterin die Geschichte seines Aufstiegs. Mit seiner Filmpartnerin Lina Lamont bildet er nach außen hin auf Wunsch seines Studios Monumental Pictures ein romantisches Traumpaar, doch in Wirklichkeit mag Don die eingebildete Lina nicht besonders, obwohl diese davon überzeugt ist, dass sie ineinander verliebt sind.
Auf dem Weg zu einer Firmenparty wird Don von hysterischen Verehrerinnen bedrängt. Er entkommt, indem er in ein vorbeifahrendes Auto springt, das von der jungen Schauspielerin Kathy Selden gesteuert wird. Auf der Party zeigt der Studioboss R. F. Simpson einen kurzen Vitaphone-Film, der die Möglichkeiten des Tonfilms demonstrieren soll. Die Gäste sind allerdings wenig begeistert. Zu Dons Überraschung springt kurz darauf Kathy aus einer Tortenattrappe. Es stellt sich heraus, dass sie Mitglied einer Mädchen-Tanztruppe ist. Verärgert über Dons Sticheleien wirft sie eine Torte nach ihm, trifft aber dabei Lina ins Gesicht und verlässt die Party fluchtartig. Erst nach wochenlanger vergeblicher Suche Dons begegnen sich die beiden wieder, als Kathy in einer anderen Monumental-Pictures-Produktion tätig ist. Don gesteht ihr seine Liebe.
Nachdem ein rivalisierendes Studio 1927 einen enormen Erfolg mit dem ersten Tonfilm The Jazz Singer erreicht hat, entscheidet R. F. Simpson, dass der neue Lockwood-und-Lamont-Film The Dueling Cavalier als Tonfilm gedreht werden soll. Die Dreharbeiten gestalten sich schwierig. Das größte Problem sind Linas quäkende Stimme und ihr Akzent. Auch eine Sprachlehrerin ist machtlos. Eine Testvorführung des Films gerät – auch aufgrund vieler technischer Probleme – zu einem Desaster. Das Publikum reagiert teils erheitert, teils verärgert.
Dons bester Freund Cosmo Brown hat die rettende Idee. Er schlägt vor, Linas Part von Kathy sprechen und singen zu lassen. Außerdem soll der Film in ein Musical umgewandelt werden: The Dancing Cavalier. Als Lina von den Plänen erfährt, wird sie wütend und versucht alles Mögliche, um Don und Kathy auseinanderzubringen. Als sie auch noch erfährt, dass R. F. Simpson Kathy durch Werbemaßnahmen groß herausbringen möchte, droht sie diesen zu verklagen, wenn er Kathy nicht zwingen sollte, weiterhin ungenannt als ihre Synchronstimme zu arbeiten. Der Studioboss geht widerstrebend darauf ein.
Die Premiere des Dancing Cavalier wird ein riesiger Erfolg. Als Lina beginnt, vor dem Publikum eine Rede zu halten, sind die Zuschauer über deren schrille Stimme befremdet und rufen ihr zu, sie möge doch lieber singen. Um die missliche Situation zu retten, schlagen Don, Cosmo und R. F. vor, dass Lina lippensynchron auf der Bühne in ein Mikrofon singen solle, während Kathy hinter dem Vorhang versteckt in ein zweites Mikro singt, dessen Ton an die Lautsprecher übertragen wird. Lina und widerwillig auch Kathy lassen sich auf das Schauspiel ein. Während Lina so tut, als ob sie sänge („Singin' in the Rain Reprise“), ziehen die drei Männer, schelmisch einander zuzwinkernd, schwungvoll den Vorhang hoch und enthüllen damit die Täuschung. Das Publikum bricht in schallendes Gelächter aus, als es sieht, wie Lina den Gesang bloß simuliert, während Kathy die eigentliche Sängerin ist. Lina flieht gedemütigt von der Bühne. Auch die irritierte Kathy versucht den Saal zu verlassen, doch Don hält sie auf und verkündet dem Publikum stolz, dass sie der „wahre Star“ des Films sei. („You Are My Lucky Star“). In der Schlussszene stehen Kathy und Don vor einer großen Plakatwand für ihren neuen Film „Singin' in the Rain“ und küssen einander.

## Hintergrund
1928 begann Hollywood nach dem großen Erfolg von The Jazz Singer mit der Massenproduktion von Tonfilmen. Für die Stars des Stummfilms war die Umstellung mit großen Veränderungen verbunden, viele Stummfilmstars – darunter Pola Negri und Emil Jannings, die nicht gut genug die englische Sprache beherrschten – verloren fast schlagartig ihre Popularität.
Der Film stellt einen Höhepunkt des Genres dar, das zu Beginn der 1950er Jahre seine Blüte im Hollywood Studio-System erlebte. Die temperamentvollen Tanz- und Musikszenen ergeben eine perfekte Symbiose aus spielerischer Präzision, ironischer Brechung und übermütigem Elan. Das Musical spielt seine überbordenden Möglichkeiten an Sets und Dekors lustvoll aus und entführt die Zuschauer durch die Verlegung der Handlung zu einem wichtigen Augenblick der Filmgeschichte. Gleichzeitig leistet es sich eine Reminiszenz an die eigene Vergangenheit des Kinos.
Die stilvolle Spielfilmregie von Stanley Donen und die energiegeladene Regie der Tanzszenen durch Gene Kelly ergänzen sich kongenial. Kelly, der eher sportlich, effekt- und komikbezogen choreographierte, repräsentierte einen modernen Typus Tänzer und erwies sich als der rechtmäßige Erbe des eleganten Tänzers Fred Astaire.
Der bei Metro-Goldwyn-Mayer gedrehte Film gibt humorige, aber doch wirklichkeitsnahe Einblicke in die Filmproduktion. Belege dafür sind unter anderem im Bühnenhintergrund herumstehende Requisiten aus dem Film Quo Vadis, der ein halbes Jahr zuvor ebenfalls bei MGM produziert wurde. Ob sie eigens für den Film aus dem Magazin geholt oder eventuell von den Cinecittà-Studios geholt wurden und immer noch da standen, ist unwichtig; entscheidend ist, dass die gezeigten Studioräume wirkliche Studioräume von MGM sind.
Das Musical behandelt auf heitere Art eine ähnliche Thematik wie sie in Sunset Boulevard / Boulevard der Dämmerung bereits 1950 oder später The Artist (2011) und Babylon – Rausch der Ekstase (2022) tragisch behandelt wird, nämlich die Probleme von Stummfilmstars beim Übergang zum Tonfilm.

## Das Titellied
Das Lied Singin’ in the Rain, das im Film von Gene Kelly gesungen wird, stammt aus dem Jahr 1929. Es wurde erstmals in The Hollywood Revue of 1929 präsentiert. 2004 wählte das American Film Institute das Lied auf Platz 3 in die Liste AFI’s 100 Years … 100 Songs der 100 besten US-amerikanischen Filmsongs.
Das Titellied ist auch in einer weiteren bekannten Szene der Filmgeschichte zu hören. Im Film Uhrwerk Orange von Stanley Kubrick singt die Hauptfigur, gespielt von Malcolm McDowell, das Lied während einer drastischen Darstellung eines Raubüberfalls. Der Abspann des Films ist zudem mit dem von Gene Kelly gesungenen Original unterlegt.

## Synchronisation
| Figur                | Darsteller       | Deutscher Sprecher |
| -------------------- | ---------------- | ------------------ |
| Don Lockwood         | Gene Kelly       | Erik Ode           |
| Cosmo Brown          | Donald O’Connor  | Wolfgang Kieling   |
| Kathy Selden         | Debbie Reynolds  | Marianne Prenzel   |
| Lina Lamont          | Jean Hagen       | Gertrud Spalke     |
| R. F. Simpson        | Millard Mitchell | Hans Nielsen       |
| Roscoe Dexter        | Douglas Fowley   | Ernst Konstantin   |
| Schott, Pressechef   | King Donovan     | Franz-Otto Krüger  |
| Sid, Regie-Assistent | Dan Foster       | Gerd Vespermann    |
| Dora Bailey          | Madge Blake      | Ursula Krieg       |
| Junge                | David Kasday     | Horst Gentzen      |
| Tontechniker         | Harry Tenbrook   | Horst Niendorf     |
| Sänger               | Jimmy Thompson   | Dietrich Frauboes  |
| Orchesterchef        | Jack George      | Erich Poremski     |
| Dicker Tänzer        | Paul Maxey       | Victor Janson      |

Die deutsche Synchronbearbeitung entstand 1953 im MGM Synchronisations-Atelier Berlin-Tempelhof. Das Dialogbuch verfasste Erik Ode, der auch die Synchronregie übernahm und Gene Kelly seine Stimme lieh.
Der Film hat im Original eine weitere Synchronbesonderheit: Im Film spielt Debbie Reynolds Kathy Selden, die die Umwandlung des Stummfilms in ein Musical dadurch rettet, dass sie die piepsige Stimme von Lina Lamont (Jean Hagen) synchronisiert. In Wirklichkeit fanden die Produzenten die jugendliche Stimme von Debbie Reynolds nicht damenhaft genug und ließen in der entscheidenden Synchronisationsszene Debbie Reynolds wiederum durch Jean Hagen synchronisieren, die in Wahrheit eine sehr angenehme Stimme hatte. Bei der entscheidenden Gesangsszene mit dem Lied „Would You“ traute man den Gesangspart allerdings beiden nicht zu, sondern überließ diesen, wie auch bei „You are my lucky Star“, der Sängerin Betty Noyes.
Debbie Reynolds hatte also in diesem Film drei Stimmen. Ihre Originalgesangsstimme ist bei „Good morning“ sowie dem herausgeschnittenen Solo „You are my lucky Star“ (Auf der DVD Special Edition) zu hören.

## Rezeption
Du sollst mein Glücksstern sein gilt inzwischen als Meisterwerk, was sich auch in den Auswertungen US-amerikanischer Aggregatoren widerspiegelt. So erfasst Rotten Tomatoes ausschließlich positive Besprechungen und ordnet den Film dementsprechend als „Zertifiziert Frisch“ ein. Metacritic ermittelt aus den vorliegenden Bewertungen „Allgemeines Kritikerlob“. Und They Shoot Pictures, Don’t They? zählt den Film zu den 20 angesehensten Werken der Filmgeschichte.

„Vielleicht mögen Sie sich vorstellen, wie das wäre: Sie lieben Mozarts Musik, Sie haben Karten für ein Konzert, Sie gehen hinein, es ist alles, wie es immer ist, nur daß es einfach bloß ein Mozart selbst ist, der dirigiert. Wie das wäre, ist dieser Film“

„Das Prinzip des Films ist es eigentlich, Fehler in der Entwicklung des Musicals zu demonstrieren und die Mittel der Illusionsherstellung zu entlarven – aber jeweils für eine höhere Stufe der Verklärung: […] Wenn Don für seine Liebeserklärung Kathy ins Studio führt und alle Apparate einsetzt, werden sie vor unseren Augen zu vollkommenen Bild-Bestandteilen: Scheinwerfer, Windmaschine, Repro-Leinwand verschönen nicht nur die romantische Szene und Kathys Gesicht, sondern auch sich selbst.“

„Es überrascht, wie sich viele der Songs – ihrer Konzeption nach eigentlich überwiegend Showstopper –  dennoch organisch in die Narration einfügen. Es scheint fast eher so, als ob die Songs den Gang der Handlung nur verlangsamen, um dem Zuschauer während des Songs einen tieferen Blick auf den inneren Seelenzustand der singenden und tanzenden Figur zu gewähren.“

„Mit liebevoller Ironie, musikalischer und tänzerischer Verve, spielerischem Temperament und technischer Perfektion machten Kelly und Donen aus einem Stück Filmgeschichte einen absoluten Höhepunkt der ‚goldenen Ära‘ des Filmmusicals, in dem alle Elemente miteinander harmonieren.“

„Es gibt kein spaßigeres Filmmusical als Du sollst mein Glücksstern sein und nur wenige bleiben im Laufe der Zeit so frisch.“

1953 wurde der Film in zwei Kategorien für den Oscar nominiert:
- Jean Hagen (Beste Nebendarstellerin)
- Lennie Hayton (Beste Filmmusik, Musical)

Der Film fand mehrfach Erwähnung in den Bestenlisten des American Film Institutes:
- 1998: Platz 10 der 100 besten Filme aller Zeiten (2007: Platz 5)
- Platz 16 der 100 besten Filmkomödien aller Zeiten
- Platz 16 der 100 besten Liebesfilme aller Zeiten
- Der Song Singin’ in the Rain erreichte Platz 3 der 100 besten Filmsongs aller Zeiten, Platz 49 ging an Make’em Laugh
- Platz 1 der 25 bedeutendsten Musicalfilme aller Zeiten

Der Film wurde 1989 als einer der ersten ins National Film Registry aufgenommen. Im Jahr 2012 wurde er in einer Umfrage unter Filmemachern und -kritikern vom Filmmagazin Sight & Sound auf Platz 20 der besten Filme aller Zeiten gewählt.

## Veröffentlichung
Premiere hatte Singin’ in the Rain am 27. März 1952 in New York. In der Bundesrepublik Deutschland erfolgte der Kinostart am 30. März 1953, die Fernseh-Erstausstrahlung am 11. März 1971 im ZDF. DFF 1 strahlte den Film erstmals am 2. März 1985 aus.
Bei Warner Home Video erschien der Film jeweils unter dem Titel Singin’ in the Rain am 26. Januar 2000 (98 Minuten), 21. November 2002 (Special Edition, 98 Minuten), 5. Februar 2010 (98 Minuten), 24. August 2012 (99 Minuten – auch als Blu-ray, 103 Minuten). Außerdem erschien 2010 innerhalb der Edición Especial Coleccionistas de Cine unter dem Titel „Grandes Musicales De la Historia del Cine“, eine DVD-Collection mit 20 Musicals (2.144 Minuten), worunter sich auch Du sollst mein Glücksstern sein befindet.

## Filmdokumentation
- Singin’ in the Rain – Die schönsten Hollywood-Musicals (Originaltitel: Musicals Great Musicals – The Arthur Freed Unit at MGM). US-amerikanisch-britisch-französisch-japanischer Dokumentarfilm von David Thompson (1996). Farbe+s/w, 86 Minuten [enthalten auf der Singin’-in-the-Rain-Special-Edition-DVD]

## Musical
Im Jahr 1983 kam das Film-Musical unter dem Titel Singin' in the Rain als Musical auf die Bühne. Die Uraufführung fand am 13. Juni 1983 im Palladium Theatre am Londoner West End in London statt. Die deutsche Erstaufführung des Musicals erfolgte am 15. April 1994 an der Staatsoperette Dresden.